# Código Asuka Kiyomihara
O Código Asuka Kiyomihara (飛鳥浄御原令, Asuka Kiyomihara-ryō) se refere a uma série de normas compiladas e promulgadas pelo governo em 689, uma das primeiras, se não a primeira coleção de leis Ritsuryō no Japão clássico.  Este também marca a aparição inicial do corpo administrativo Daijō-kan (Conselho de Estado) composto por três ministros—o Daijō-daijin (Chanceler), o Sadaijin (Ministro da Esquerda) e o Udaijin (Ministro da Direita).
Em 662, acredita-se que Tenji compilou o primeiro código japonês conhecido pelos historiadores contemporâneos. O Ōmi-ryō, consistindo de 22 volumes, foi promulgado no último ano do reinado de Tenji.  Essa legislação foi aprimorada pelo Asuka Kiyomihara ritsu-ryō de 689. A compilação começou em 681 sob o Imperador Tenmu. O Imperador faleceu em 686, mas a finalização do demorou mais alguns anos. Foi promulgado em 689. Entende-se que foi um antecessor do Taihō ritsu-ryō de 701.
Ainda que não “finalizado” (sem incorporar um código penal, um ritsu), o código já incorporou algumas normas importantes (como o registro compulsório dos cidadãos), que serviu como caminho para o mais completo Código Taihō.